# Portaavions Shōhō
El Shōhō (祥鳳 Fènix afortunat) va ser un portaavions lleuger de la Marina Imperial Japonesa, el primer de la seva classe. Juntament amb el seu bessó, el Zuihō van ser encarregats el 1934, comptant amb un disseny flexible que els permetia de ser finalitzats com a petroliers, portaavions o vaixells de suport a submarins, segons les necessitats del moment. El Shōhō va ser botat el 1935 com a vaixell de suport de submarins, sent batejat com a Tsurugisaki. El 1940 va ser reconvertit a portaavions, sent rebatejat com a Shōhō el 22 de desembre de 1941.
Durant la Segona Guerra Mundial formà part de la 4a Divisió de Portaavions, sota el comandament del Capità Izawa Ishinosuke, des del 30 de novembre de 1941.
.

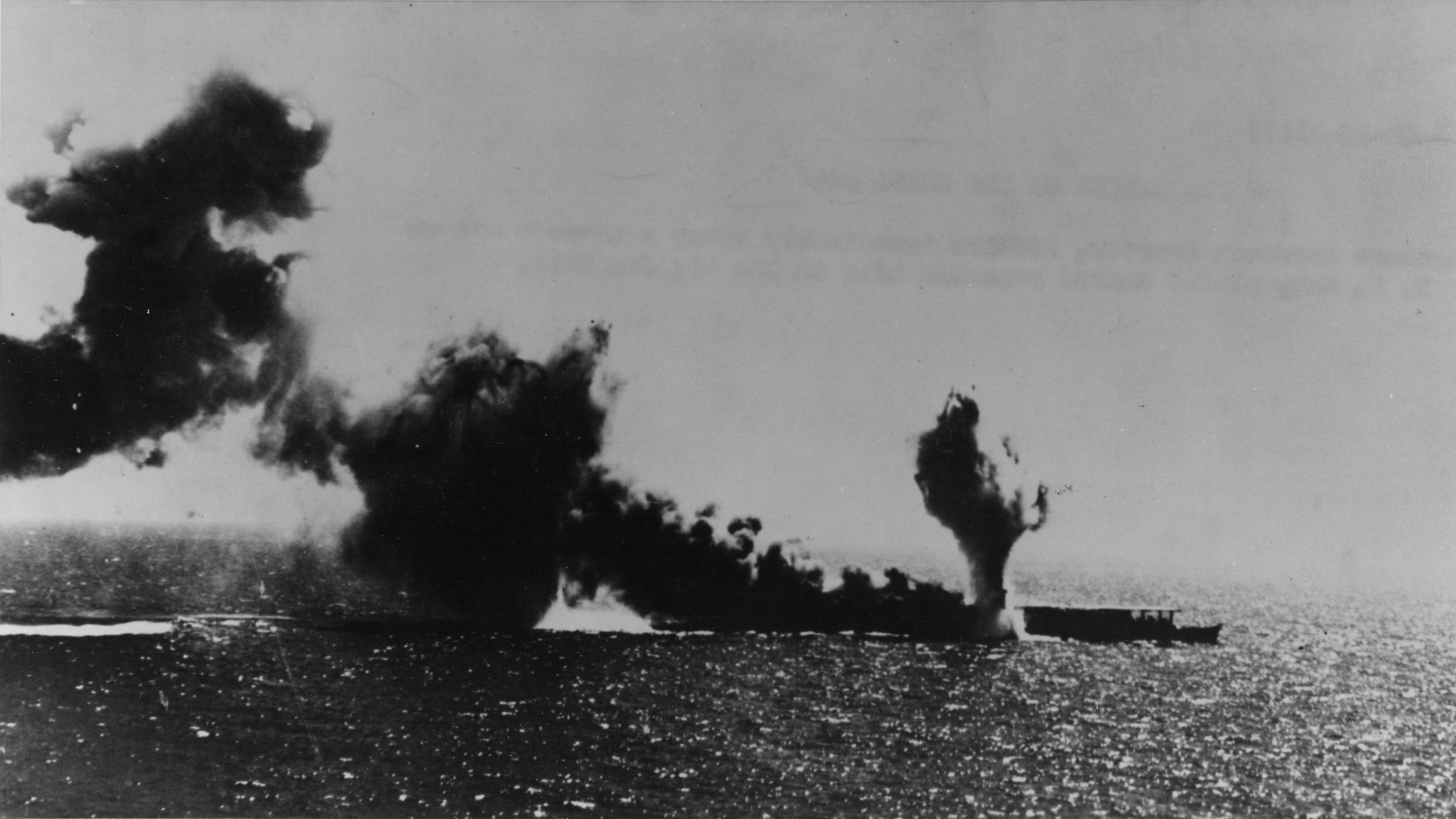
El Shōhō torpedinat per aparells de la U.S. Navy a la batalla del Mar del Corall

L'abril del 1942 va ser assignat a l'Operació Mo, la invasió de Port Moresby a Nova Guinea, juntament amb els creuers Aoba, Kinugasa, Furutaka i Kako, de la 6a Divisió de Creuers, a les ordres del vicealmirall Goto Aritomo.
Després de donar cobertura a la captura de l'illa de Tulagi el 3 de maig de 1942, el Shōhō es dirigí cap al mar del Corall, on 4 dies després va ser atacat per 53 bombarders, 22 torpediners i 18 caces provinents dels portaavions USS Lexington i del USS Yorktown. Tocat per 7 torpedes i 13 bombes, s'enfonsà ràpidament a les 08:35 amb la pèrdua de 631 tripulants. El capità Izawa i 202 homes més van ser rescatats pel destructor  Sazanami , aleshores a les ordres de Tameichi Hara, el capità de destructors més famós de la Marina Imperial.
El Shōhō va ser el primer portaavions japonès en ser enfonsat durant Guerra del Pacífic.